# 完全パッケージメディア
完全パッケージメディア（かんぜんパッケージメディア）とは編集、MAが終了し、OA用・VP用などのフォーマット組みが終了した映像の事を言う。
一般的に「完パケ」と略されて言われる事が多い。
放送用や、販売用などの大本になるものであり、「マスター」や「完成原版」とも呼ばれる。
完パケに対して、撮影や収録が終り、そのままでは放送や販売に適さないものを「素材」や「撮影素材」と呼ばれる。
又、編集が終了したが、MA、テロップが入っていない映像を「白完」（白完パケの略）ともいう。編集が終了しテロップも入っているが、MAが行われていない映像は「画完（画完パケ）」と呼ばれる。
ラジオの場合、CMまでを含み、流すだけで完全に放送として成立するもの及びそれが入ったメディアのことをこう呼ぶ（なお、放送する局によってCMが変わる場合はCMフィラーと呼ばれるBGMを挟み、その頭に放送局からのCM送出を命令するCUE信号（Q信号）を入れている）。CM部分が無かったり、トークのみでBGMを入れていない場合などそのままでは放送できないものは「半パケ」と呼ぶが、トークのみでBGMを入れていないものの様に放送として成立していないものは本来「素材」であり、CM部分が無いもののみを「半パケ」と表現する人もいる（CM部分がないものはそれ以外の部分はもう番組として完成しているため）。なお、完パケ、半パケともに編集の有無を問わない（放送できる状態になっていれば良い）ので、あたかも生放送の様（編集せず）に収録する「同時パッケージ（同時パケ）」（「録って出し」ともいう）と同一の言葉にはならない。同時パケで収録してCMがあれば完パケ、なければ半パケとはなるが、完パケ、半パケ状態のものが全て同時パケではないからである。
なお、NHKでは、完全プログラム（完プロ）という。
また、ファミリー劇場で、これを題材にした『ますおかの完パケましょう』という番組が作られている。